# Parafia Trójcy Przenajświętszej w Zabawie
Parafia Trójcy Przenajświętszej w Zabawie – parafia rzymskokatolicka znajdująca się w diecezji tarnowskiej, w dekanacie Radłów. Została erygowana w 1925 roku przez bpa Leona Wałęgę. 
Kościół parafialny został zbudowany w latach 1909–1912 według projektu Sławomira Odrzywolskiego. W 2002 dekretem bpa Wiktora Skworca świątynia została podniesiona do rangi Sanktuarium. 

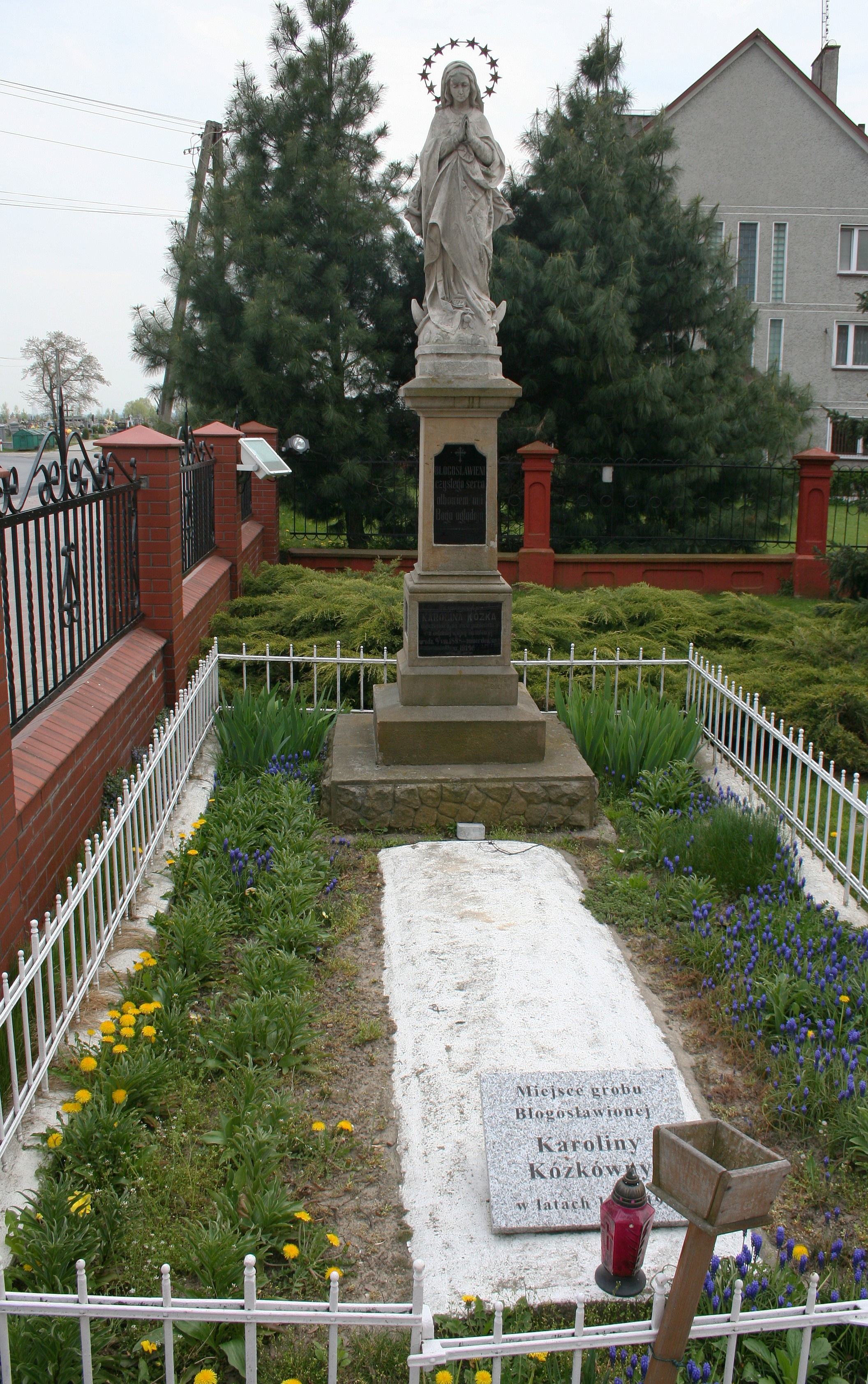
Miejsce grobu bł. Karoliny Kózkówny
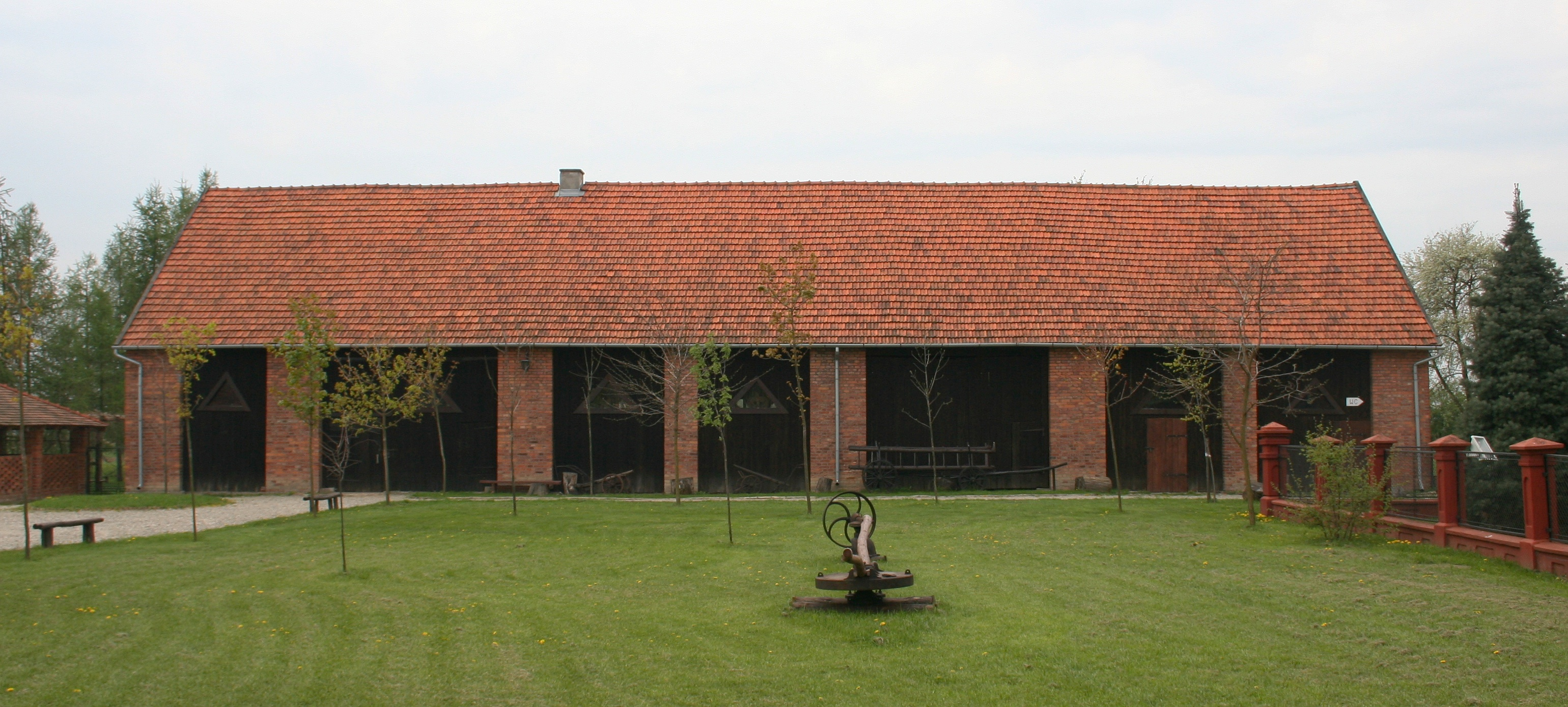
Izba pamięci bł. Karoliny Kózkówny